# Via Ostiensis

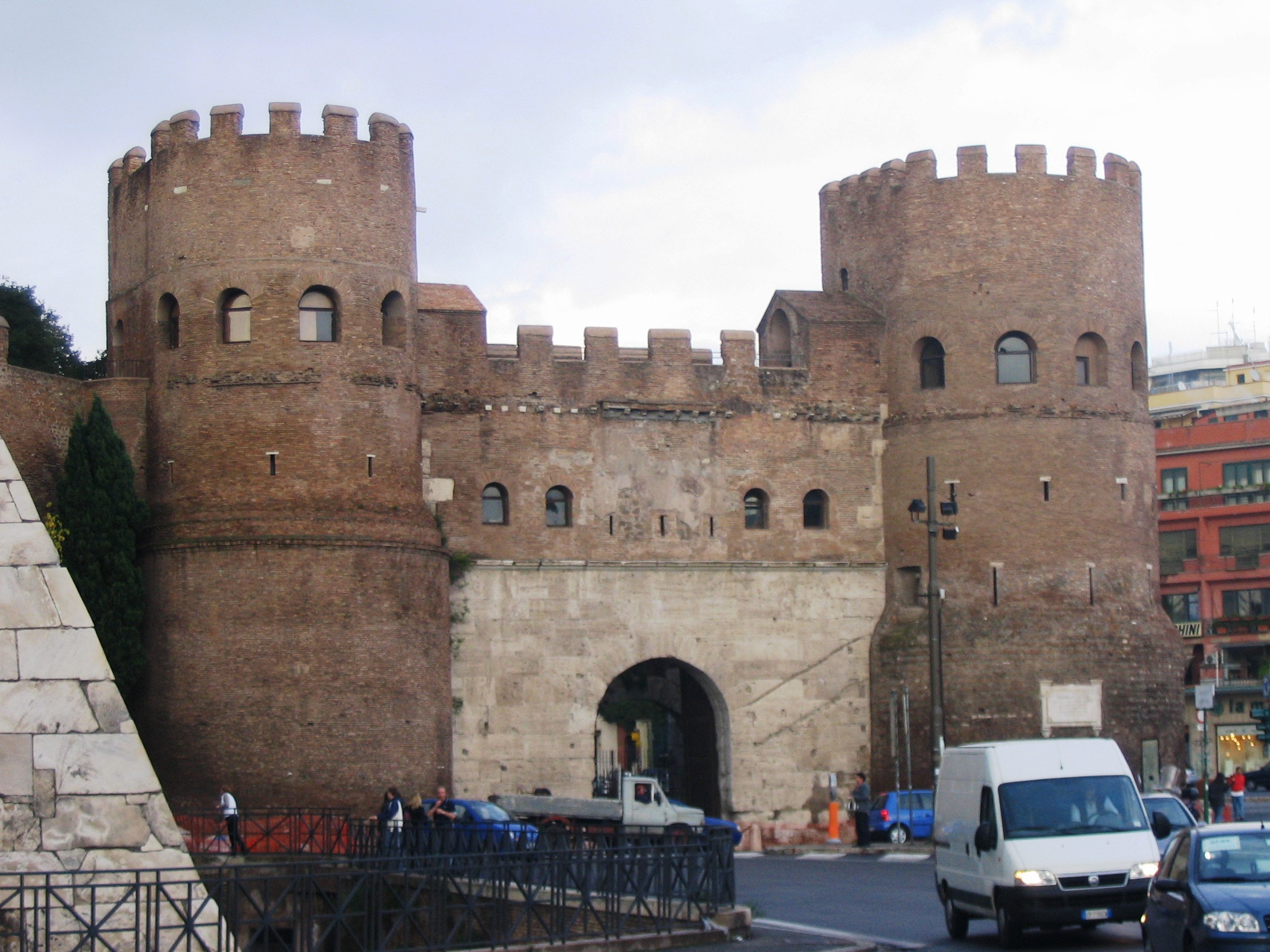
Porta Ostiensis

De Via Ostiensis was een Romeinse weg die Rome verbond met zijn zeehaven Ostia.
De 30 km lange weg werd aangelegd in de 4de eeuw v.Chr. Hij begon in Rome bij het Forum Boarium en verliet de stad oorspronkelijk bij de Muur van Servius Tullius via de Porta Trigemina. Toen in de 3de eeuw de Aureliaanse Muur was aangelegd, verliet hij de stad bij de Porta Ostiensis, die later Porta San Paolo is genoemd naar de basiliek Sint-Paulus buiten de Muren die iets verderop langs de Via Ostiensis ligt. In een van de torens van deze stadspoort is tegenwoordig het kleine Museo della Via Ostiense gevestigd met originele vondsten uit de Romeinse tijd en reconstructies. De huidige Via Ostiense volgt grotendeels hetzelfde traject als de oorspronkelijke Via Ostiensis.

## Catacomben
In Rome liggen enkele catacombecomplexen aan de Via Ostiensis, te weten:
- Catacombe van Commodilla
- Catacombe van Sint-Tecla